# Copa de Competencia Británica George VI
La Copa de Competencia Británica George VI fu una competizione calcistica giocata in Argentina tra il 1944 e il 1946 per poi un'ultima edizione nel 1948 che però venne abbandonata al primo turno. La coppa venne donata dall'ambasciatore della Gran Bretagna nel nome del suo re, da cui il torneo prende il nome.

## Formula del torneo
Alla coppa partecipavano 16 squadre che si incontravano in partite a eliminazione diretta fino alla finale, che decretava il vincitore del torneo.

## Albo d'oro
Di seguito l'elenco delle finali disputate:
- 1944 Huracán 4:2 Boca Juniors
- 1945 Racing Club 4:1 Boca Juniors
- 1946 Boca Juniors 3:1 San Lorenzo de Almagro
- 1948 Torneo abbandonato dopo il primo turno